# 구면 뒤집기

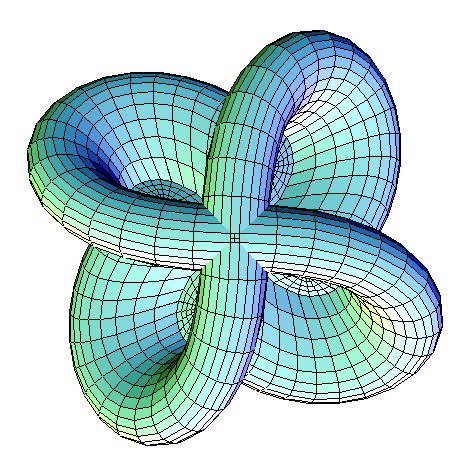
"위"에서 본 모린 곡면

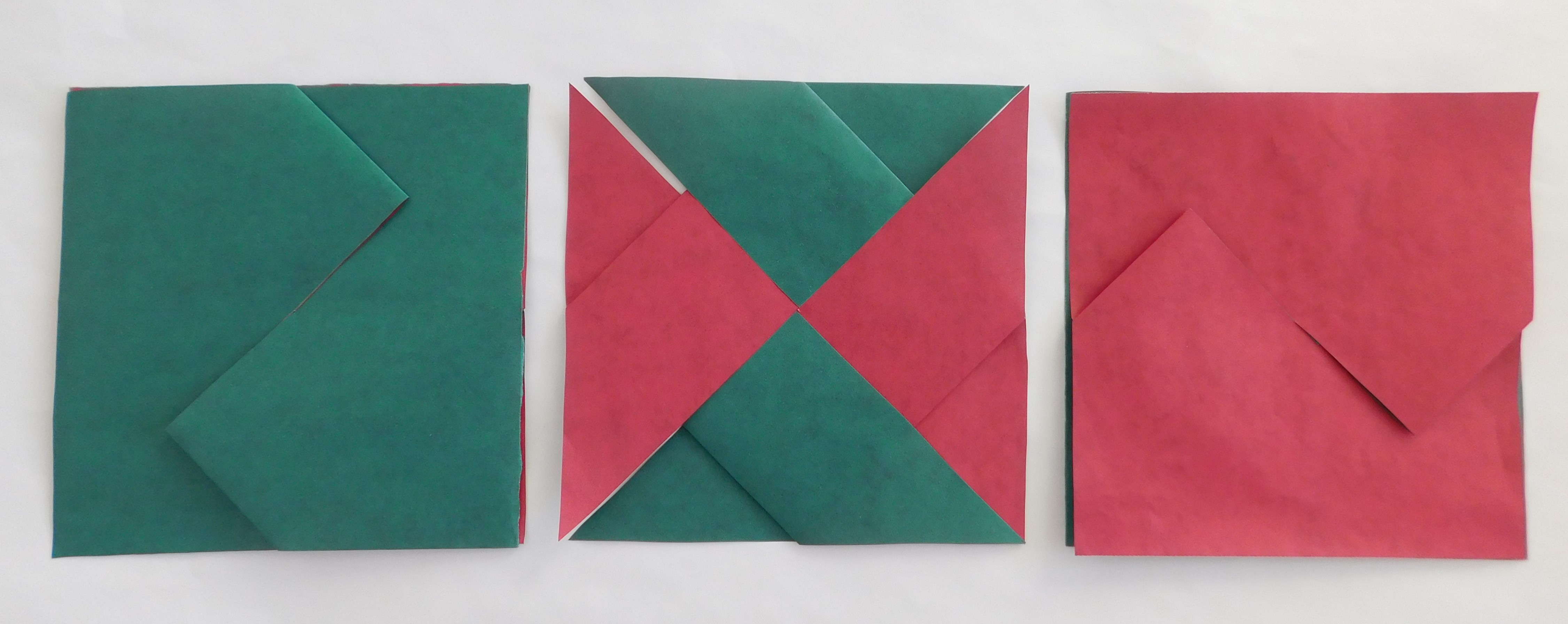
종이 구면 뒤집기 및 모린 곡면

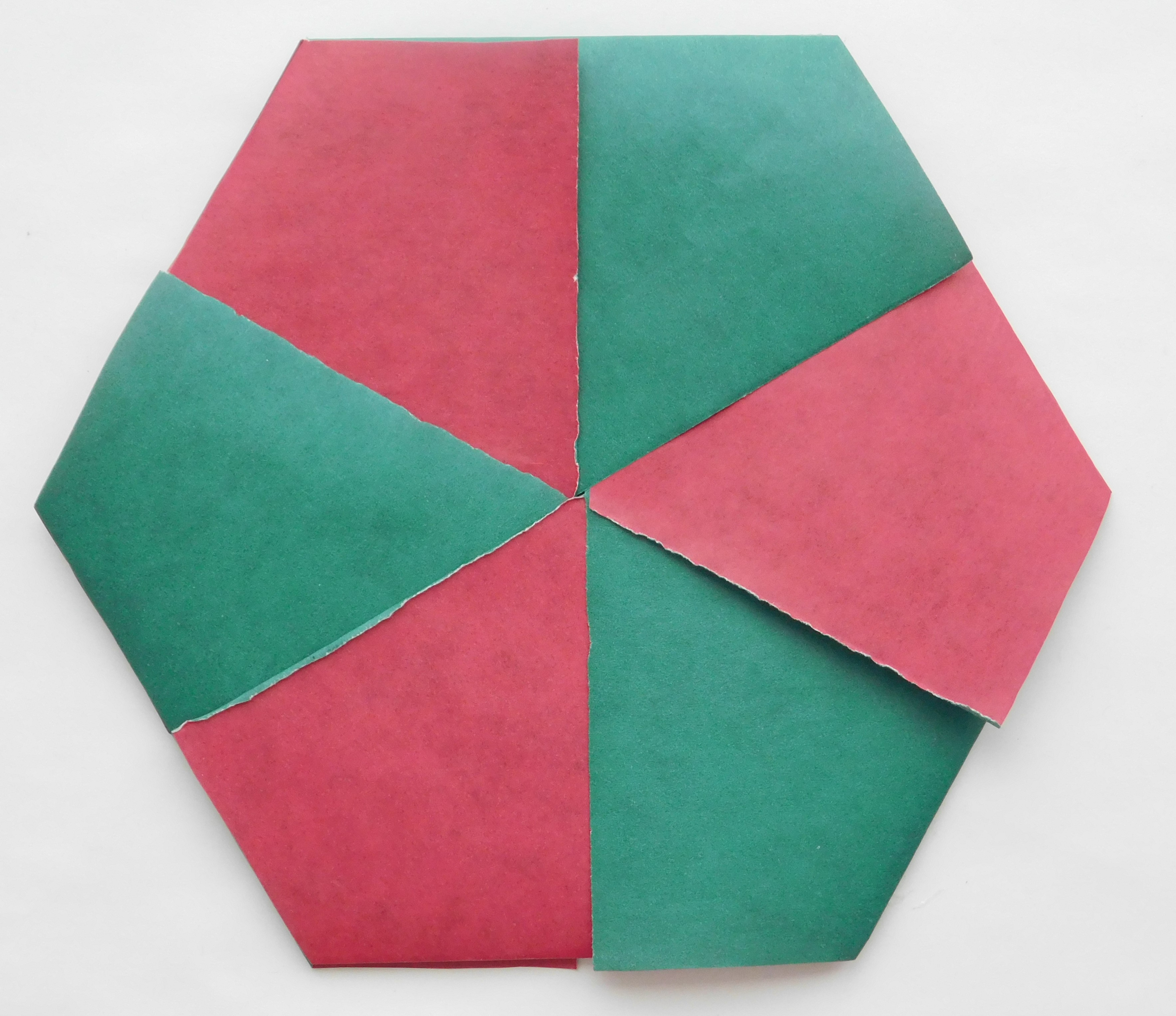
육각 대칭을 가진 종이 모린 곡면

미분위상수학에서 구면 뒤집기(영어: Sphere eversion)는 3차원 공간에서 구면의 안쪽 면과 바깥 쪽 면을 서로 뒤집어 바꾸는 과정이다. 놀랍게도, 구를 자르거나 찢거나 주름을 만들지 않고 자기 교차를 허용하여 매끄럽게 뒤집을 수 있다. 이것은 수학자가 아닌 사람과 정규 호모토피를 이해하는 사람 모두에게 놀라운 일이며 역설로 볼 수 있다.
더 정확하게는
{\displaystyle f\colon S^{2}\to \mathbb {R} ^{3}}
표준 묻기이어야 한다. 그러면 {\displaystyle f_{0}=f}이고 {\displaystyle f_{1}=-f}인 몰입의 정규 호모토피
{\displaystyle f_{t}\colon S^{2}\to \mathbb {R} ^{3}}
가 있다.

## 역사
주름 없는 구면 뒤집기에 대한 존재성은 1957년 스티븐 스메일이 처음 증명했다. 첫 번째 예는 아르놀드 샤피로와 맹인인 버나드 모린을 포함한 여러 수학자들의 노력을 통해 구성되었다.
스메일의 대학원 지도교수인 라울 보트는 처음에 스메일에게 결과가 명백히 잘못되었다고 말했다(Levy 1995). 보트는 가우스 사상의 차수가 이러한 "회전"에 대해서 보존되어야 한다고 추측했다. 특히 {\displaystyle \mathbb {R} ^{2}}에서 {\displaystyle \mathbb {S} ^{1}}의 그러한 회전은 존재하지 않는다. 그러나 {\displaystyle \mathbb {R} ^{3}}의 묻기 {\displaystyle f}와 {\displaystyle -f}에 대한 가우스 사상의 차수는 둘 다 1이다. {\displaystyle \mathbb {R} ^{3}}에서 {\displaystyle \mathbb {S} ^{2}}의 모든 몰입의 가우스 사상의 차수는 1이므로, 가우스 사상의 차수는 구면 뒤집기에 문제가 되지 않는다.
일반화에 대해서는 호모토피 원리를 참조하라.

## 증명
스메일의 원래 증명은 간접적이었다. 그는 Stiefel 다양체의 호모토피 군을 사용하여 구면의 몰입의 (정규 호모토피) 동치류를 식별했다. {\displaystyle \mathbb {R} ^{3}}안에 {\displaystyle \mathbb {S} ^{2}}의 몰입들에 해당하는 호모토피 군이 자명하기 때문에, 표준적 묻기와 뒤집기는 정규 호모토픽이어야 한다. 그러나 구체적으로 정규 호모토피를 구성하는 것은 쉽지 않다.
명시적 예제와 수학적 대상의 시각화를 생성하는 방법에는 여러 가지가 있다.
- 중간 모델 : 이들은 아주 특별한 호모토피로 구성된다. 이것은 소년의 곡면을 통해 샤피로와 필립스가 처음 수행한 원래 방법이며 나중에 많은 다른 사람들에 의해 개선되었다. 원래의 중간 모델 호모토피는 수작업으로 구성되었고 위상학적으로 작동했지만 최소 크기는 아니었다. 넬슨 막스가 7년에 걸쳐 제작하고 찰스 푸의 치킨 와이어 모델(나중에 버클리의 수학과에서 도난당함)을 기반으로 한 이 영화는 당시로서는 컴퓨터 그래픽 '투르 드 포스'였으며 수년 동안 컴퓨터 그래픽의 벤치마크였다. 보다 최근의 결정적인 그래픽 개선(1980년대)은 변분법적인 최대최소 뒤집기이며 특별한 호모토피로 구성된다.(윌모어 에너지와 관련하여 최단 경로)

- 서스턴의 주름: 이것은 위상수학 방법이며 일반적이다. 그것은 호모토피를 취하여 교란시켜 정규 호모토피가 되도록 한다. 이것은 실비오 레비, 델 맥스웰 및 Tamara Munzner 의 지시에 따라 Geometry Center에서 개발된 컴퓨터 그래픽 영상 Outside In에 설명되어 있다.[2]
- 위의 방법을 결합하여 완전한 구면 뒤집기는 최소한의 위상수학적 어려움을 가진 일련의 닫힌 방정식으로 설명할 수 있다.[1]

## 다른 예
유클리드 공간 {\displaystyle \mathbb {R} ^{n+1}}에 묻혀있는 {\displaystyle \mathbb {S} ^{n}}을 뒤집을 수 있는 경우는 다음 세 가지 밖에 없다.
- 7차원 유클리드 공간 {\displaystyle \mathbb {R} ^{7}}에서 6차원 구면 {\displaystyle \mathbb {S} ^{6}}.
- 수직선 {\displaystyle \mathbb {R} }에서 0차원 구면 {\displaystyle \mathbb {S} ^{0}}의 자명한 경우(두 개의 구별되는 점)
- 위에서 설명한 {\displaystyle \mathbb {R} ^{3}}에서 2차원 구면 {\displaystyle \mathbb {S} ^{2}}

## 뒤집기 단계들
| Ruled model of halfway with quadruple pointtop viewdiagonal viewside view |

| Ruled model of end of central intersection looptop viewdiagonal viewside view |

## 같이 보기
- 휘트니-그라우스타인 정리

### 참고 문헌
- Iain R. Aitchison (2010) The `Holiverse': holistic eversion of the 2-sphere in R^3, preprint. arXiv:1008.0916.
- John B. Etnyre (2004) Review of "h-principles and flexibility in geometry", 틀:MathSciNet.
- Francis, George K. (2007), 《A topological picturebook》, Berlin, New York: Springer-Verlag, ISBN 978-0-387-34542-0, MR 2265679
- George K. Francis & 버나드 모린 (1980) "Arnold Shapiro's Eversion of the Sphere", Mathematical Intelligencer 2(4):200–3.
- Levy, Silvio (1995), 〈A brief history of sphere eversions〉, 《Making waves》, Wellesley, MA: A K Peters Ltd., ISBN 978-1-56881-049-2, MR 1357900, 2017년 9월 9일에 원본 문서에서 보존된 문서, 2022년 12월 20일에 확인함
- Max, Nelson (1977) "Turning a Sphere Inside Out", https://www.crcpress.com/Turning-a-Sphere-Inside-Out-DVD/Max/9781466553941 보관됨 2016-03-04 - 웨이백 머신
- Anthony Phillips (May 1966) "Turning a surface inside out", Scientific American, pp. 112–120.
- Smale, Stephen (1958), “A classification of immersions of the two-sphere”, 《Transactions of the American Mathematical Society》 90 (2): 281–290, doi:10.2307/1993205, ISSN 0002-9947, JSTOR 1993205, MR 0104227